# Rosamund Greaves, 11. Countess of Dysart

Wappen der Earls of Dysart

Rosamund Agnes Greaves, 11. Countess of Dysart (* 15. Februar 1914; † 17. Dezember 2003) war eine britische Peeress und von 1975 bis 1999 formelles Mitglied des House of Lords.
Sie wurde als älteste Tochter von Major Owain Edward Whitehead Greaves († 1941) und dessen Ehefrau Wenefryde Agatha Scott, 10. Countess of Dysart (1889–1975), geboren. Nach dem Tod ihrer Mutter erbte sie am 2. Juni 1975 den Titel Countess of Dysart. Der Titel stammt aus dem Jahr 1643 in der Peerage of Scotland. Diese Würde ist eine der wenigen Earldoms, die aufgrund einer besonderen Nachfolgeregelung im Letters Patent auch in weiblicher Linie vererbt werden kann.
Sie war unverheiratet. Bei ihrem Tode im Jahre 2003 lebte sie auf der Bryn Garth Farm in Grosmont, Abergavenny, in der Grafschaft Monmouthshire in Wales. Sie starb im Dezember 2003 nach kurzer Krankheit im Alter von 89 Jahren. Die Beisetzungsfeier fand am 23. Dezember 2003 in der Stobo Kirk statt.
Titelerbin wurde ihre jüngere Schwester Katherine Greaves, 12. Countess of Dysart (1918–2011).

## Mitgliedschaft im House of Lords
Aufgrund des Peerage Act 1963 war mit ihrem Titel ein erblicher Sitz im House of Lords verbunden. Ihren Sitz im House of Lords trat sie jedoch, genauso wie ihre Mutter, niemals an. Ihr Anspruch auf einen erblichen Parlamentssitz wurde 1999 durch den House of Lords Act 1999 abgeschafft, wodurch ihre Mitgliedschaft im House of Lords formell endete.